# Elecciones locales de Turquía de 2024
Las elecciones locales en Turquía de 2024 se llevaron al cabo el 31 de marzo de 2024, en las 81 provincias del país, lo que resultó en una victoria aplastante para el principal opositor Partido Republicano del Pueblo (CHP). A pesar de la falta de pactos electorales, el CHP logró retener la mayoría de sus alcaldías metropolitanas con una mayor proporción de votos, y obtuvo la mayor proporción de votos desde las elecciones generales de 1977.
Las elecciones tuvieron lugar diez meses después de las elecciones parlamentarias y presidenciales de 2023, en las que la coalición opositora Alianza Nacional sufrió una inesperada y estrecha derrota ante la gobernante Alianza Popular del presidente Recep Tayyip Erdoğan. Esto fue a pesar de una crisis económica en curso y una inflación en rápido aumento. Tras la derrota, la coalición opositora de seis partidos se disolvió, y los principales partidos de oposición, el Partido Popular Republicano (CHP) y el Partido Bueno (İYİ), presentaron candidatos separados para efectivamente todos los puestos de alcalde. Esta fue la primera elección a nivel nacional en la que participó el nuevo líder del CHP, Özgür Özel, quien había desafiado con éxito a su predecesor Kemal Kılıçdaroğlu por el puesto en noviembre de 2023.

## Anulaciones
El 2 de abril, las autoridades anularon la victoria de Abdullah Zeydan, del Partido Popular por la Igualdad y la Democracia (DEM), que obtuvo más del 55% de los votos en las elecciones a la alcaldía de Van y declararon ganador a su rival, Abdullah Arvas, del AKP, a pesar de haber obtenido sólo el 27% de los votos. La decisión provocó protestas en Van, así como en Ankara y Estambul, y también fue condenada por el CHP. El DEM calificó la revocación de "golpe político".El CHP envió miembros a Van en apoyo. Tuncer Bakırhan, del DEM, calificó la reversión como un 'golpe político', mientras que el partido se refirió a él como 'ilegal e ilegítimo'. Al día siguiente, la Junta Suprema Electoral escuchó la apelación de Zeydan y lo restituyó como ganador.